# Дёберейнер, Иоганн Вольфганг
Иоганн Вольфганг Дёберейнер (нем. Johann Wolfgang Döbereiner; 13 декабря 1780, Хоф — 24 марта 1849, Йена) — немецкий химик.

## Биография
Иоганн Вольфганг Дёберейнер родился в баварском городке Хоф в семье извозчика. Не имея возможности получить среднее образование, Дёберейнер усердно занимался самообразованием и смог сдать экзамены на должность помощника аптекаря. Чтобы получить право заведовать аптекой, в 1800—1803 он изучал естественные науки в Страсбурге. Вернувшись в Германию, Дёберейнер из-за недостатка средств и цеховых ограничений фармацевтов не смог осуществить свои планы. Его попытки организовать производство и продажу химических веществ, а также основать учебное заведение по подготовке химиков-технологов также не увенчались успехом. Тем не менее, многочисленные публикации Дёберейнера о совершенствовании способов получения различных веществ были с одобрением встречены специалистами, и в 1810 он при содействии И. В. Гёте был приглашён в Йенский университет на должность профессора.

## Научная работа

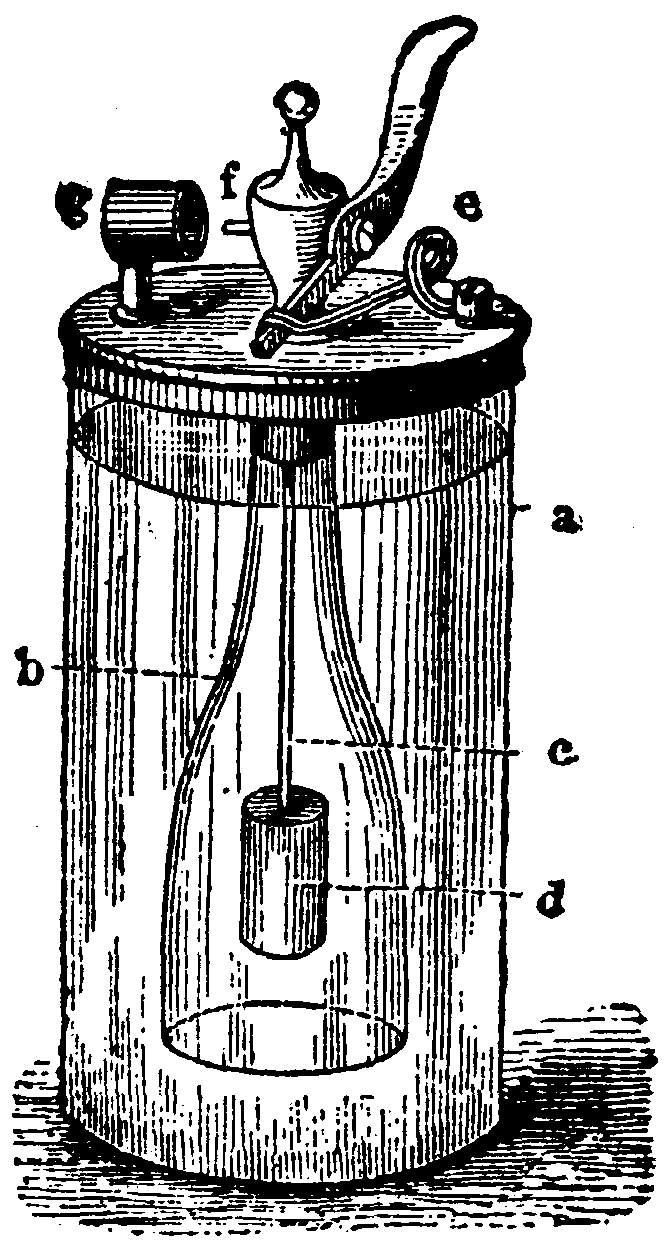
«Огниво Дёберейнера»

Большая часть исследований Дёберейнера посвящена изучению свойств металлов и их оксидов, а также закономерностей в изменении свойств элементов. В 1821 он получил уксусную кислоту окислением этилового спирта в присутствии платины; в 1823 Дёберейнер сообщил о воспламенении струи водорода, направленной на губчатую платину. Эти работы, сразу же получившие высокую оценку среди химиков, наряду с исследованиями Г.Дэви заложили основы каталитической химии — раздела химии, называемого сейчас гетерогенным катализом. На основе последней реакции он сконструировал прибор, получивший название «огниво Дёберейнера».
Дёберейнеру удалось установить первые закономерности в изменении свойств элементов. Он заметил, что если расположить три сходных по химическим свойствам элемента в порядке возрастания их атомных весов, то атомный вес второго (среднего) элемента будет равен среднему арифметическому атомных весов первого и третьего. В 1817 Дёберейнер установил такую закономерность для первой «триады» — щёлочно-земельных металлов: кальция, стронция и бария. В 1829, после того, как Й. Я. Берцелиус подтвердил его данные, Дёберейнер распространил этот принцип на другие элементы, предложив ещё две триады (литий, натрий, калий и сера, селен, теллур). В основу своей классификации, помимо атомных весов, он положил также аналогию свойств и характерных признаков элементов и их соединений.
Работы Дёберейнера по систематизации элементов вначале не привлекли к себе внимания. В 1840 Л.Гмелин, расширив список элементов, показал, что характер их классификации по свойствам гораздо сложнее, чем разделение на триады. Тем не менее закон триад Дёберейнера подготовил почву для систематизации элементов, завершившейся созданием Периодического закона.
Дёберейнер был не только учёным, но и выдающимся химиком-технологом. Он занимался изучением процессов крашения тканей, организовал крахмально-паточное производство, изучал химические основы брожения и т. д. Найденный Дёберейнером способ окисления этилового спирта в уксусную кислоту нашел применение в промышленном производстве этого продукта.